# 尼爾·埃瑟里奇
尼爾·埃瑟里奇（Neil Leonard Dula Etheridge，1990年2月7日—），菲律賓國家足球隊隊長，現效力英冠球隊伯明翰。

## 榮譽
菲律賓國家隊
- 亞足聯挑戰盃亞軍 : 2014[5]

## 外部連結
- Profile at the Cardiff City F.C. website